# Boğaz, Akseki
Boğaz là một xã thuộc huyện Akseki, tỉnh Antalya, Thổ Nhĩ Kỳ. Dân số thời điểm năm 2011 là 17 người.